# Kazımabad
Kazımabad är en ort i Azerbajdzjan.   Den ligger i distriktet Cəlilabad Rayonu, i den sydöstra delen av landet, 180 km sydväst om huvudstaden Baku. Antalet invånare är 2 254.
Terrängen runt Kazımabad är platt. Runt Kazımabad är det ganska tätbefolkat, med 230 invånare per kvadratkilometer.. Närmaste större samhälle är Prishibinskoye, 3,5 km väster om Kazımabad.
Trakten runt Kazımabad består till största delen av jordbruksmark.